# Kelly Hu

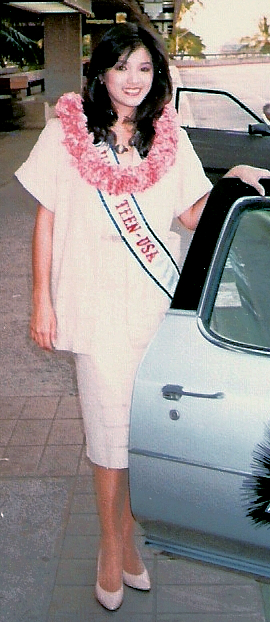
Hu in 1985

Kelly Ann Hu (Honolulu, 13 februari 1968) is een Amerikaans actrice en voormalig model. Ze werd in 1985 Miss Teen USA en deed in 1993 als Miss Hawaï mee aan de Miss USA-verkiezing.
Hu was voor het eerst te zien als actrice als vriendinnetje van hoofdpersonage Mike Seaver (Kirk Cameron) in de Amerikaanse komedieserie Growing Pains, waarin ze drie afleveringen meedeed. Twee jaar later debuteerde ze als filmactrice in de horrorfilm Friday the 13th Part VIII: Jason Takes Manhattan. Tien jaar na Growing Pains en met inmiddels een handvol filmrollen op haar naam, kreeg Hu een rol in de vaste cast van de soapserie Sunset Beach.
Hu heeft een zwarte band in karate, waardoor ze geregeld een actieheldin (of -vijand) mag spelen, zoals in Devil's Den (als huurmoordenaar Caitlin) en X2 (als Lady Deathstrike).

## Filmografie
*Exclusief televisiefilms, tenzij er een bestaande pagina van is
| - The Haumana (2013) - White Frog (2012) - Green Lantern: Emerald Knights (2011, stem) - Almost Perfect (2011) - Wo zhi nv ren xin (2011, aka What Women Want) - Batman: Under the Red Hood (2010, stem) - The Tournament (2009) - Scooby-Doo and the Samurai Sword (2009) - Dim Sum Funeral (2008) - Farmhouse (2008) - Dead Space: Downfall (2008) - Stiletto (2008) - The Air I Breathe (2007) - Succubus: Hell Bent (2007) - Shanghai Kiss (2007) | - Devil's Den (2006) - Undoing (2006) - Americanese (2006) - Underclassman (2005) - The Librarian: Quest for the Spear (2004, televisiefilm) - X2 (2003) - Cradle 2 the Grave (2003) - The Scorpion King (2002) - Fakin' Da Funk (1997) - Strange Days (1995) - No Way Back (1995) - Surf Ninjas (1993) - Harley Davidson and the Marlboro Man (1991) - The Doors (1991) - Friday the 13th Part VIII: Jason Takes Manhattan (1989) |

## Televisieseries
- The 100 - Callie "CeCe" Cartwig (2014, één aflevering)
- Teenage Mutant Ninja Turtles - stem Karai (2013, negen afleveringen)
- Phineas and Ferb - Stacy Hirano (2007-2013, 78 afleveringen)
- Arrow - China White (2012-2013, zes afleveringen)
- Warehouse 13 - Abigail Chow (2013, vijf afleveringen)
- Young Justice - stem Jade Nguyen (2011-2013, tien afleveringen)
- Castle - Scarlett Jones (2012-2013, twee afleveringen)
- The Vampire Diaries - Pearl (2010-2011, acht afleveringen)
- Hawaii Five-0 - Laura Hills (2010-2011, drie afleveringen)
- Army Wives - Jordana Davis (2008-2009, vier afleveringen)
- The Spectacular Spider-Man - stem Sha Shan Nguyen (2009, vijf afleveringen)
- Robot Chicken - Verschillende (2005-2008, vijf afleveringen)
- In Case of Emergency - Kelly Lee (2007, dertien afleveringen)
- CSI: NY - Detective Kaile Maka (2005-2006, vier afleveringen)
- Threat Matrix - Agent Mia Chen (2004, drie afleveringen)
- Boomtown - Rachel Durrel (2003, twee afleveringen)
- Martial Law - Chen Pei Pei (1998-2000, 44 afleveringen)
- Nash Bridges - Rechercheur Michelle Chan (1997-1998, 23 afleveringen)
- Sunset Beach - Rae Chang (1997, 63 afleveringen)
- Murder One - Natalie Cheng (1996, twee afleveringen)
- Tour of Duty - DJ (1989, twee afleveringen)
- Night Court - Kista (1988, twee afleveringen)
- Growing Pains - Melia (1987-1988, drie afleveringen)

## Videogames
- Battlefield Hardline - Khai Minh Dao (stem)